# 155-та окрема бригада морської піхоти (РФ)
155-та окрема гвардійська ордена Жукова бригада морської піхоти (155 ОБрМП, в/ч 30926) — з'єднання морської піхоти Збройних сил Російської Федерації чисельністю у бригаду. Дислокується в м. Владивосток і сел. Слов'янка, Приморський край. Перебуває у складі Тихоокеанського флоту.
У 2022 році бригада брала участь у повномасштабному вторгненні Росії до України, де вела бої під Києвом.

## Історія
Після розпаду СРСР 55-та дивізія морської піхоти ВМФ СРСР увійшла до складу Збройних сил РФ.
1 грудня 2009 роки дивізія була переформована на 155-ту окрему бригаду морської піхоти.

### Війна у Чечні
Дивізія виконувала бойові завдання в Чечні в ході Першої російсько-чеченської війни. Спочатку було відправлено 165-й полк морської піхоти, потім — зведений 106-й полк морської піхоти, що діяв в передгір'ях і гірських районах Чечні. Понад 2400 військовослужбовців нагороджені орденами і медалями, в боях загинуло 63 піхотинці, а п'ятеро з них посмертно стали Героями Росії.

### Інтервенція в Сирію
В ході інтервенції Росії у Сирії 155-та бригада надавала підтримку й прикриття авіаційній групі ПКС в складі Постійного оперативного з'єднання ВМФ Росії.

### Російське вторгнення в Україну 2022 року
У 2022 році бригада брала участь у повномасштабному вторгненні Росії до України.
6—7 березня при спробі наступу на Мощун морська піхота РФ втратила щонайменше 21 військовослужбовців, більшу частину — зі 155-ї бригади.
13 березня журналіст Роман Цимбалюк повідомив про значні втрати бригади у боях: «близько 600 військовослужбовців убитими і стільки ж пораненими».
19 березня Генштаб ЗСУ повідомив, що на територію Білорусі були перекинуті окремі підрозділи 155-ї бригади морської піхоти та 40-ї окремої бригади морської піхоти (Петропавловськ-Камчатський) для поповнення втрат угруповання Східного військового округу.
28 березня президент Путін присвоїв бригаді звання гвардійської, одночасно з 126-ю бригадою берегової оборони.
На початку листопада 2022 року з'явилися повідомлення про великі втрати у бригаді у боях в районі Павлівки під Вугледаром в Донецькій області. Військовослужбовці бригади і російські пропагандисти написали відкритого листа, звертаючись до Путіна, в якому стверджували, що за чотири дні втратили «близько 300 осіб убитими, пораненими і зниклими безвісти» з вини командування — генерала Мурадова і Ахмедова, — і просили надіслати незалежну комісію, не пов'язану з Міністерством оборони РФ.
На початку лютого 2023 року 155-та бригада знову зазнала важких втрат в ході наступу на Вугледар. Відеозаписи, що зафіксували результат одного бойового зіткнення, показують близько 30 знищених російських бойових машин: 13 знищених танків і 12 БМП — приблизно половину комплектації танкового батальйону РФ. Російські військові кореспонденти постаралися покласти провину за тактичні невдачі на вище командування, зокрема знову на генерала Мурадова. Однак зйомки показують російські сили, задіяні в неефективних діях, що показують, що 155-та бригада, схоже, складена з свіжомобілізованих солдатів, що погано підготовлені.
У лютому-березні 2024 року бригада наступала на село Новомихайлівка. На озброєнні бригади було помічено танки Т-54Б, Т-62, БТР-50П, МТ-ЛБ з колодами як захист від FPV-дронів. 5 березня колона бригади з 2 Т-54Б та 3 МТ-ЛБ була розгромлена, були втрачені 1 Т-54Б та 2 МТ-ЛБ, решті машин вдалося відступити.
27 лютого 2024 року в результаті удару HIMARS по Оленівці в Донецькій області загинули 19 російських солдатів зі 155-ї бригади, у тому числі полковник і ще два старші офіцери.
Після початку операції ЗС України в Курській області підрозділи 155 бригади перекинули в напрямку Курщини. 

## Воєнні злочини
Підрозділ звинувачується у численних воєнних злочинах.
3—4 квітня 2022 року низка українських джерел з посиланням на спецслужби назвала підрозділи Збройних сил Росії, які скоїли воєнні злочини під час окупації населених пунктів під Києвом. 155-та бригада окупувала місцевість смт Іванків — село Розважів у Вишгородському районі Київщини.
16 серпня 2024 року у мережі зʼявилося відео як російські військові з 155 бригади відрізали голову українському військовополоненому.
23 січня 2025 року було оприлюднене відео на якому військові бригади розстріляли шістьох українських військовополонених.

## Склад

### 2019 рік
- Управління;
- 59-й окремий батальйон морської піхоти (селище Слов'янка);
- 47-й окремий десантно-штурмовий батальйон;
- Танковий батальйон;
- 287-й окремий самохідний артилерійський дивізіон (селище Слов'янка);
- Реактивна батарея;
- 288-й зенітний ракетно-артилерійський дивізіон;
- Розвідувально-десантна рота;
- Рота зв'язку;
- Батальйон матеріально забезпечення;
- Інженерно-десантна рота;
- Вогнеметних рота;
- Ремонтна рота;
- Рота десантно-висадочних засобів;
- Батарея ПТКР;
- Взвод РХБ захисту;
- Взвод управління начальника артилерії;
- Комендантський взвод.

## Втрати
В ході повномасштабного вторгнення в Україну на 18 грудня 2023 року вдалося встановити імена щонайменш 234 загиблих російських військових, а на 10 січня 2025 року — щонайменш 387 загиблих російських військових. На 4 жовтня 2024 року вдалося встановити імена щонайменш 211 загиблих та 42 зниклих безвісти російських військових в ході боїв за Вугледар.